# Karabin Kammerbushe M1849
Karabin Kammerbushe M1849 (także: „Garibaldi Rifle”) – austriacki odprzodowy karabin jednostrzałowy. Produkowany i używany w latach od 1849 do 1854 r., po czym został zastąpiony przez karabin Lorenz M1854.

## Opis konstrukcji
Karabin Kammerbushe M1849 produkowany był w kalibrze .71.  Lufa ma długość około 32,5 cala i posiada dwunasto-bruzdowy gwint. W początkowym biegu lufa ma przekrój ośmiokątny, potem przechodząc w lufę okrągłą. Całkowita długość karabinu wynosi 48 cali. Pierwotnie karabin ten był produkowany z systemem zapłonowym Augustina i używał pręcikowych kapiszonów. System ten był mało popularny na świecie i po wycofaniu broni z użytkowania, aby znaleźć nabywców, spora część broni była przerabiana. Karabiny przerobiono na standardowy zamek kapiszonowy. Po wprowadzeniu na uzbrojenie armii austriackiej nowocześniejszych karabinów Lorenz 1854, karabiny Kammerbushe M1849 były stopniowo wycofywane z użytku.

## Użycie bojowe

### Wojna secesyjna
Na początku wojny secesyjnej było duże zapotrzebowanie na broń. Skupowano i eksportowano do USA duże ilości europejskiej broni. Na wyposażenie wojsk Unii zakupiono 26 201 szt. karabinów Kammerbushe M1849 i starszej wersji Kammerbushe M1844. Broń ta trafiła głównie na zachodni teatr wojny. Przeważnie karabiny te trafiały do Wisconsin i Missouri. Prawdopodobnie aby zwiększyć sprzedaż, broń reklamowano jako karabiny Garibaldiego i taki też przydomek ma ta broń ma w USA: „Garibaldi Rifle”. Prawdopodobnie był to tylko zabieg reklamowy i brak jest potwierdzenia w tym, aby tego typu broń była na wyposażeniu wojsk Giuseppe Garibaldiego.

### Powstanie styczniowe
Na podstawie archiwalnej fotografii można stwierdzić, że pewna ilość tego typu broni trafiła na uzbrojenie powstańców styczniowych. W 1913 r., w 50. rocznicę wybuchu powstania styczniowego, zorganizowano wystawę we Lwowie poświęconą powstaniu styczniowemu. Na wystawie zaprezentowano szereg różnych eksponatów. w tym też broń powstańców styczniowych. W czasie tej wystawy Józef Kościesza-Jaworski sfotografował broń powstańców styczniowych. Na zachowanej fotografii można rozpoznać karabin Kammerbushe M1849. Karabin znajduje się na samym środku prezentowanej tam broni długiej.